# Rhyacophila kutscheri
Rhyacophila kutscheri là một loài Trichoptera hóa thạch trong họ Rhyacophilidae.